# Winnie Kgware
Winnie Motlalepula Kgware (1917 – 1998) foi uma ativista anti-Apartheid sul-africana dentro do Movimento da Consciência Negra (sigla BCM em inglês). Ela foi eleita como a primeira presidente da Convenção do Povo Negro (sigla BPC em inglês), uma organização baseada na comunidade afiliada ao BCM em 1972.

## Biografia
Winnie Kgware nasceu em Thaba Nchu no Estado Livre de Orange em 1917. Crescendo em um local racialmente dividido, mesmo antes da institucionalização do racismo através do Apartheid, ela sempre foi politicamente inclinada e encorajava a juventude a ser ativa nas estruturas políticas. Atendendo a seu chamado, os jovens formaram um ramo do Movimento Estudantil Sul-Africano e estabeleceram um Conselho Representativo Escolar (sigla SRC em inglês) na Hwiti High School, onde o ícone da luta Peter Mokaba foi eleito presidente do SRC. Como resultado disso, quando ele tinha apenas 15 anos, Kgware o recrutou para se juntar ao movimento. Mokaba foi posteriormente expulso da Hwiti High School por causa de seu envolvimento em tópicos políticos pró-libertação. Depois de concluir sua matrícula como aluno particular, ele encontrou dificuldades para manter o ensino superior e, como tal, optou por ensinar matemática e ciências em uma escola local. Kgware interveio e ajudou seu mentorado político com fundos para estudar na universidade, onde se matriculou em um Bacharelado em Tecnologia da Computação.

## Vida política
Kgware (ainda como Winnie Monyatsi) estudou para ser professora e mais tarde se casou com o professor WM Kgware, que foi nomeado o primeiro reitor negro da Universidade do Norte (Turfloop), onde ela passou a residir. Com o campus sendo o coração das ideias do Black Conscious, a Kgware se envolveu no apoio aos estudantes em seus protestos contra as restrições do governo no campus. Um de seus primeiros atos foi organizar um grupo de oração metodista, desafiando uma ordem que proibia os alunos de cultuar no campus. Além disso, deu sustentação ao movimento estudantil e permitiu que a residência dela e do marido fosse usada como ponto de encontro do Movimento Cristão Universitário (UCM), uma organização que foi banida do campus na época. Independentemente da diferença de idade entre ela e seus colegas ativistas, ela desempenhou um papel de liderança no lançamento da Organização dos Estudantes da África do Sul (sigla SASO em inglês) em 1968, após sua separação da UCM, devido ao descontentamento de ativistas negros (incluindo Steve Biko) com o comitê executivo nacional totalmente branco da UCM. Em 1972, a Convenção do Povo Negro (sigla BPC em inglês) teve sua primeira conferência nacional em Hammanskraal de 16 a 17 de dezembro, com mais de 1.400 delegados presentes representando 154 grupos. Nessa conferência, Winnie Kgware, Madibeng Mokoditoa, Sipho Buthelezi, Mosubudi Mangena e Saths Cooperemergiu como presidente, vice-presidente, secretário-geral, organizador nacional e oficial de relações públicas, respectivamente, integraram o comitê executivo nacional inaugural do BPC, um corpo "guarda-chuva" do Movimento da Consciência Negra então liderado por Steve Biko.
Em 19 de outubro de 1977, poucas semanas após o assassinato de Steve Biko sob custódia policial, 18 organizações afiliadas ao BCM foram proibidas pelo governo sul-africano, entre elas o BPC. Um incidente que se destaca no retrato da pura determinação da Kgware em tornar o sistema do Apartheid ingovernável ocorreu em 1977, quando os enlutados que estavam em ônibus para o funeral de Steve Biko em Ginsberg, fora da cidade de King Williams, foram detidos pelas forças de segurança. Kgware, então com 66 anos, escapou da polícia e pegou uma carona até King Williams Town para assistir ao funeral de Biko. Algumas das mulheres menos conhecidas com quem Kgware liderou e serviu no Movimento da Consciência Negra incluem Mamphela Ramphele, Deborah Matshoba, Oshadi Mangena e Nomsizi Kraai. Após uma longa vida de ensino e trabalho ativista, Kgware morreu em 1998 em sua casa em North West-Bophuthatswana.

## Condecorações
Em 1998, o Centro Umtapo em Durban, que afirma ser inspirado na filosofia da Consciência Negra e fundado em memória da líder do BCM e da AZAPO Strini Moodley, concedeu o Prêmio Steve Biko à Kgware em reconhecimento ao seu papel na luta de libertação. Mais tarde, em 2003, o então presidente Thabo Mbeki conferiu, postumamente, a Ordem de Luthuli a Winnie Kgware por liderança excepcional e compromisso vitalício com os ideais de democracia, não-racialismo, paz e justiça.